# Bacalhau espiritual
Bacalhau espiritual é um prato tradicional da culinária de Portugal.

## História
A receita foi criada 1947 pela Condessa de Almeida Araújo, no Palácio Nacional de Queluz. Inspirada pela cozinha francesa, em particular no prato brandade chaude de morue, a Condessa criou este e outros pratos quando da inauguração do restaurante "Cozinha Velha", localizado no Palácio.  Segundo a obra Tesouros da Cozinha Tradicional Portuguesa, é considerado como uma das «especialidades mais apreciadas da Cozinha Velha».

## Confecção
Tal como o nome indica, é confeccionado com bacalhau. Para além deste ingrediente principal, inclui também  leite, ovos, farinha de trigo, cenoura ralada, manteiga, azeite, queijo ralado (facultativo), coentros picados, noz-moscada e sal e pimenta.
O bacalhau coze à parte em leite que se guarda para fazer o molho. Com a cebola, o alho e a manteiga, é feito um refogado, ao qual se juntam a cenoura e bacalhau. À parte, prepara-se um molho bechamel, juntando-se a farinha e a manteiga, levando-se ao lume e adicionando posteriormente o leite. Batem-se as claras em castelo adicionam-se-lhes as gemas e mistura-se com o bechamel, leva-se novamente ao lume e mistura-se o bacalhau. Por fim, juntam-se o queijo, o coentro e os restantes temperos. Em seguida, vai ao forno, num pirex, até alourar.
É normalmente servido com salada fresca.